# Jieznas
Jieznas (ryska: Езнас) är en ort i Litauen. Den ligger i den centrala delen av landet, 70 km väster om huvudstaden Vilnius. Jieznas ligger 111 meter över havet och antalet invånare är 1 390.
Terrängen runt Jieznas är platt. Runt Jieznas är det ganska glesbefolkat, med 34 invånare per kvadratkilometer. Närmaste större samhälle är Prienai, 14,4 km väster om Jieznas. Trakten runt Jieznas består till största delen av jordbruksmark.